# Copa del Rey 1932
Die Copa del Rey 1932 war die 30. Austragung des spanischen Fußballpokals.
Der Wettbewerb startete am 10. April und endete mit dem Finale am 19. Juni 1932 im Estadio Chamartín in Madrid. Titelverteidiger des Pokalwettbewerbes war Athletic Bilbao. Den Titel gewann zum dritten Mal in Folge Athletic Bilbao durch einen 1:0-Erfolg im Finale gegen den FC Barcelona.

## Runde der letzten 32
Die Hinspiele wurden am 10. April, die Rückspiele am 17. April 1932 ausgetragen.
|                      | Gesamt |                     | Hinspiel | Rückspiel |
| -------------------- | ------ | ------------------- | -------- | --------- |
| Athletic Madrid      | 2:2    | CD Logroño          | 1:0      | 1:2       |
| FC Sevilla           | 3:4    | Donostia FC         | 3:2      | 0:2       |
| CE Júpiter           | 3:7    | CD Nacional Madrid  | 2:1      | 1:6       |
| CD Alavés            | 4:2    | CA Osasuna          | 3:1      | 1:1       |
| Racing Santander     | 4:6    | Deportivo La Coruña | 4:1      | 0:5       |
| CD Teneriffa         | 2:5    | Betis Sevilla       | 1:1      | 1:4       |
| Celta Vigo           | 22:00  | CD Don Benito       | 9:0      | 13:00     |
| Valladolid Deportivo | 2:3    | FC Valencia         | 1:1      | 1:2       |
| Oviedo FC            | 2:2    | Arenas Club         | 2:0      | 0:2       |
| Imperial FC          | 3:8    | Sporting Gijón      | 0:3      | 3:5       |
| CD Castellón         | 5:3    | Murcia FC           | 3:0      | 2:3       |
| CD Mallorca          | 2:9    | CD Español          | 1:1      | 1:8       |

- Freilose: Athletic Bilbao, FC Barcelona, Madrid FC, Unión Club

### Entscheidungsspiele
|                 | Ergebnis |             |
| --------------- | -------- | ----------- |
| Athletic Madrid | 11:0 1   | CD Logroño  |
| Oviedo FC       | 22:4 2   | Arenas Club |

## Achtelfinale
Die Hinspiele wurden am 8. Mai, die Rückspiele am 15. Mai 1932 ausgetragen.
|                     | Gesamt |                 | Hinspiel | Rückspiel |
| ------------------- | ------ | --------------- | -------- | --------- |
| CD Nacional Madrid  | 2:3    | Celta Vigo      | 2:1      | 0:2       |
| Deportivo La Coruña | 3:2    | Madrid FC       | 2:0      | 1:2       |
| CD Alavés           | 7:7    | Athletic Madrid | 7:1      | 0:6       |
| Unión Club          | 2:6    | Athletic Bilbao | 1:2      | 1:4       |
| CD Castellón        | 03:11  | Donostia FC     | 2:3      | 1:8       |
| Arenas Club         | 3:5    | Sporting Gijón  | 2:3      | 1:2       |
| Betis Sevilla       | 2:4    | CD Español      | 2:1      | 0:3       |
| FC Barcelona        | 5:2    | FC Valencia     | 2:0      | 3:2       |

### Entscheidungsspiele
Das Spiel wurde am 16. Mai in Madrid ausgetragen.
|           | Ergebnis |                 |
| --------- | -------- | --------------- |
| CD Alavés | 3:1      | Athletic Madrid |

## Viertelfinale
Die Hinspiele wurden am 22. Mai, die Rückspiele am 29. Mai 1932 ausgetragen.
|                     | Gesamt |             | Hinspiel | Rückspiel |
| ------------------- | ------ | ----------- | -------- | --------- |
| Athletic Bilbao     | 5:2    | CD Alavés   | 2:0      | 3:2       |
| FC Barcelona        | 2:1    | Donostia FC | 1:0      | 1:1       |
| Sporting Gijón      | 0:3    | Celta Vigo  | 0:0      | 0:3       |
| Deportivo La Coruña | 3:9    | CD Español  | 3:3      | 0:6       |

## Halbfinale
Die Hinspiele wurden am 5. Juni, die Rückspiele am 12. Juni 1932 ausgetragen.
|                 | Gesamt |            | Hinspiel | Rückspiel |
| --------------- | ------ | ---------- | -------- | --------- |
| Athletic Bilbao | 12:10  | CD Español | 8:1      | 4:0       |
| FC Barcelona    | 4:2    | Celta Vigo | 3:0      | 1:2       |

## Finale
| Athletic Bilbao                             | Athletic Bilbao | FC Barcelona | FC Barcelona |
| ------------------------------------------- | --- | --- | ------------ |
| Athletic Bilbao                             | \| 19. Juni 1932 in Madrid (Estadio Chamartín) \| \| Ergebnis: 1:0 (0:0) \| \| Zuschauer: 25.000 \| \| Schiedsrichter: Pedro Escartín \|                                                                        | \| 19. Juni 1932 in Madrid (Estadio Chamartín) \| \| Ergebnis: 1:0 (0:0) \| \| Zuschauer: 25.000 \| \| Schiedsrichter: Pedro Escartín \|                                                                             | FC Barcelona |
| Athletic Bilbao                             | Gregorio Blasco – José María Castellanos, Juan Urquizu – Luis Uribe, José Muguerza, Roberto Echevarría – Lafuente , José Iraragorri, Bata, Chirri II, Guillermo Gorostiza Cheftrainer: Fred Pentland ( England) | Juan José Nogués – Ramón Zabalo, Francisco Alcoriza – Cristóbal Martí, Ramón Guzmán, Patricio Arnau – Vicenç Piera, Ángel Arocha, Josep Samitier , Juan Ramón, Esteban Pedrol Cheftrainer: Jack Greenwell ( England) | FC Barcelona |
| Athletic Bilbao                             | 1:0 Bata (55.) | | FC Barcelona |
| 19. Juni 1932 in Madrid (Estadio Chamartín) | | |              |
| Ergebnis: 1:0 (0:0)                         | | |              |
| Zuschauer: 25.000                           | | |              |
| Schiedsrichter: Pedro Escartín              | | |              |